# Emberiza buchanani

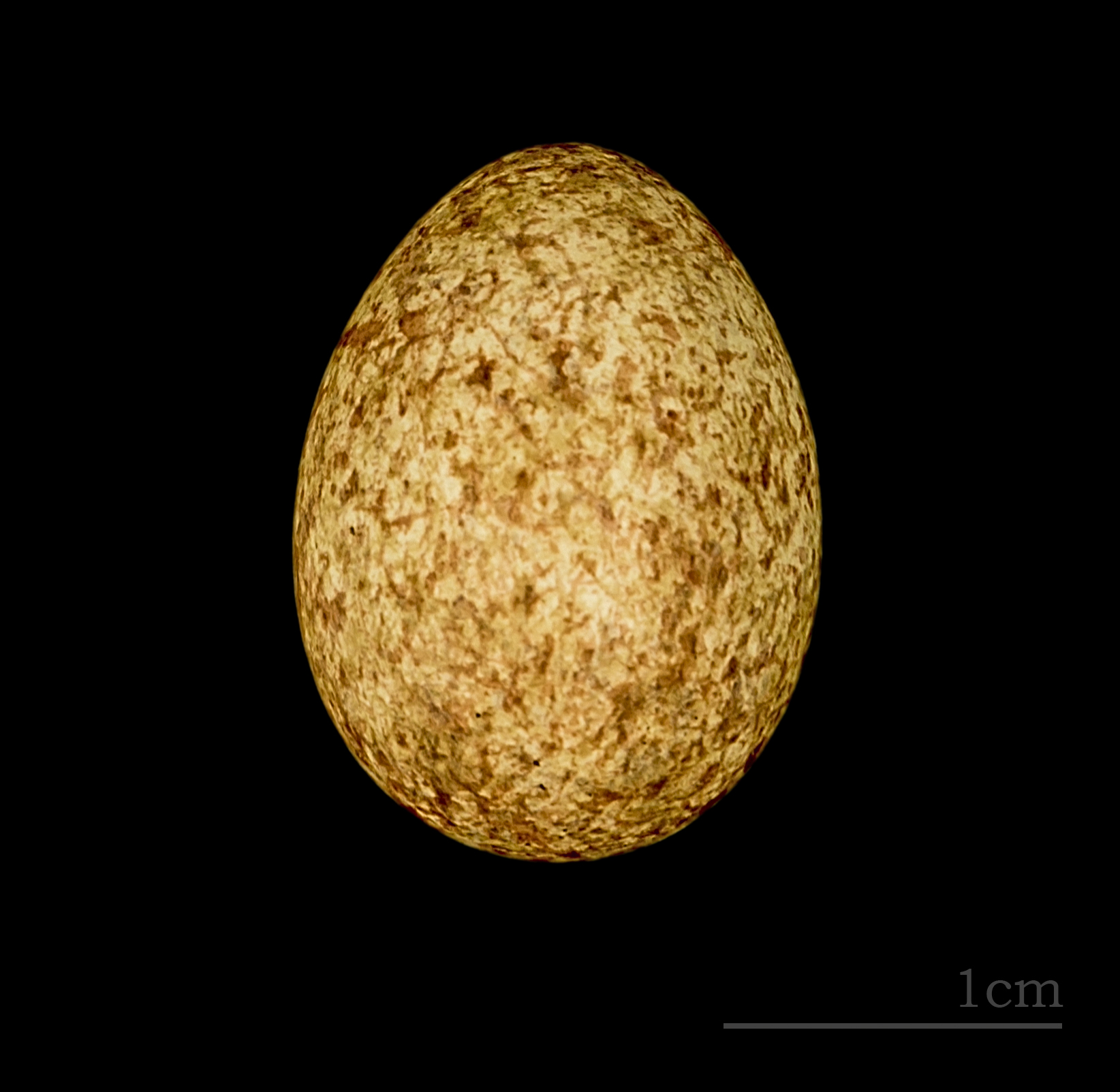
Emberiza buchanani MHNT

Escrevedeira-de-cabeça-cinzenta ou sombria-de-pescoço-cinzento (Emberiza buchanani) é uma espécie de ave da família Emberizidae.
Pode ser encontrada nos seguintes países: Afeganistão, Arménia, Azerbaijão, Butão, China, Geórgia, Hong Kong, Índia, Irão, Cazaquistão, Mongólia, Omã, Paquistão, Rússia, Síria, Tadjiquistão, Turquia, Turquemenistão e Uzbequistão.
Os seus habitats naturais são: campos de gramíneas de clima temperado.